# هيرمان جيمس شيا الابن
هيرمان جيمس «جيم» شيا الابن (بالإنجليزية: H. James Shea Jr.)‏ (10 ديسمبر 1939 – 9 مايو 1970) كان سياسيًا أمريكيًا من ولاية ماساتشوستس. أقام في مدينة نيوتن معظم حياته، وتخرج في جامعة تافتس، وبعد تركه جامعة فيرجينيا مدرسة القانون، عمل مهندسًا مدنيًا، وسمسار عقارات، ومحاضرًا في الجامعة. بصفته عضوًا تقدميًا في الحزب الديمقراطي، اشترك في المجلس المحلي لمدينة نيوتن بالإضافة إلى مجلس نواب ولاية ماساتشوستس.
بدايةً من انتخابه في مجلس النواب في عام 1968، انخرط شيا بصفته مشرعًا مبتدئًا في معارضة تدخل الولايات المتحدة في حرب فيتنام ودعم الحركة البيئية الحديثة الآخذة بالازدهار. أعفى مشروع القانون الذي رعاه، والذي حمل اسمه لاحقًا، سكان ماساتشوستس من التجنيد الإجباري في الخدمة الفيدرالية للحرس الوطني الأمريكي في النزاعات الأجنبية غير المعلنة. في حين أقرت الهيئة التشريعية مشروع القانون ووقّع عليه الحاكم فرانسيس سيرجنت ليصبح قانونًا، رفضت المحكمة العليا في قضية ماساتشوستس مقابل ليرد سماع اعتراض الولاية بشأن دستورية الحرب.
انتحر شيا بطلق ناري في سن الثلاثين، لشعوره بالإنهاك بعد فترة وجيزة من دخوله المجلس التشريعي، إذ كثيرًا ما كان يُطلب منه إلقاء كلمة ويُطُرح اسمه مرشحًا لمنصب أعلى، ما أخضعه لما وصفته زوجته بـ«الضغوط السياسية».

## نشأته وعائلته

### طفولته وتعليمه
وُلد شيا في 10 ديسمبر عام 1939 في بوسطن، ماساتشوستس، ليكون الأول من بين ثلاثة أبناء لإيلين (كورتين قبل الزواج؛ 1911-2002) وهيرمان جيمس شيا الأب (1911-1998). كان والده مهندسًا مدنيًا وعضو هيئة التدريس في معهد ماساتشوستس للتكنولوجيا.
نشأ في نيوتن والتحق بالمدارس العامة هناك، بما فيها مدرسة نيوتن العليا، التي تخرج فيها عام 1957. ثم ذهب إلى جامعة تافتس، حيث حصل على شهادة في العلوم السياسية، مع تخصص ثانوي في الاقتصاد؛ التحق بجامعة فيرجينيا مدرسة القانون بعد ذلك، لكنه غادر بعد إتمام 34 ساعة معتمدة. كان يعمل، قبل تكريس نفسه للسياسة بدوام كامل، مهندسًا مدنيًا وسمسار عقارات. أكمل دراساته العليا وشغل منصب مدرس مساعد في العلوم السياسية في جامعة نورث إيسترن.

### زواجه
في عام 1967، تزوج شيا بأنيتا فيستا (ماكدونالد قبل الزواج)، التي كانت محاضِرةً في جامعة سالم ستيت، في كنيسة سانت ماري الكاثوليكية في بلينفيلد، نيو جيرسي. استقر الزوجان في نيوتن بعد شهر عسل في نيو إنجلاند وكندا.

## حياته السياسية

### سياساته المحلية
ترشح شيا لأول مرة للحصول على مقعد عام في المجلس المحلي لمدينة نيوتن في عام 1963. في انتخابات على مقعدين عن منطقة وارد 7، ترشح ببرنامجٍ تقدمي تضمّن توفير السجلات العامة لحضور المجلس وأنشطته. جاء في المرتبة الرابعة بين المرشحين بفارق كبير في الأصوات.
ترشح مرة أخرى في عام 1965، هذه المرة على مقعد وارد 7 الذي أخلاه المعيَّن له وليام كارمن، وفي البداية حصل على 8 أصوات أقل من أستاذ جامعة بوسطن هاري كروسبي. بعد إعادة فرز الأصوات، حصل شيا على 961 صوتًا مقابل 958 واحدًا لكروسبي وأُعلن فوزه.

### سياسات الولاية ونشاطه المناهض للحرب
كان شيا معارضًا لحرب فيتنام، وصاغ مشروع قانون يتحدى دستوريتها، ما مكّن سكان ماساتشوستس من تجنب الخدمة العسكرية.

## وصلات خارجية
- هيرمان جيمس شيا الابن على موقع فايند أغريف